# CRYBB3
CRYBB3 (англ. Crystallin beta B3) – білок, який кодується однойменним геном, розташованим у людей на короткому плечі 22-ї хромосоми. Довжина поліпептидного ланцюга білка становить 211 амінокислот, а молекулярна маса — 24 252.
| 10         |  | 20         |  | 30         |  | 40         |  | 50         |
| ---------- |  | ---------- |  | ---------- |  | ---------- |  | ---------- |
| MAEQHGAPEQ |  | AAAGKSHGDL |  | GGSYKVILYE |  | LENFQGKRCE |  | LSAECPSLTD |
| SLLEKVGSIQ |  | VESGPWLAFE |  | SRAFRGEQFV |  | LEKGDYPRWD |  | AWSNSRDSDS |
| LLSLRPLNID |  | SPHHKLHLFE |  | NPAFSGRKME |  | IVDDDVPSLW |  | AHGFQDRVAS |
| VRAINGTWVG |  | YEFPGYRGRQ |  | YVFERGEYRH |  | WNEWDASQPQ |  | LQSVRRIRDQ |
| KWHKRGRFPS |  | S          |  |            |  |            |  |            |

A: Аланін

C: Цистеїн

D: Аспарагінова кислота

E: Глутамінова кислота

F: Фенілаланін

G: Гліцин

H: Гістидин

I: Ізолейцин

K: Лізин

L: Лейцин

M: Метіонін

N: Аспарагін

P: Пролін

Q: Глутамін

R: Аргінін

S: Серин

T: Треонін

V: Валін

W: Триптофан

Задіяний у такому біологічному процесі, як ацетилювання. 